# Expresión (teatro)
En el campo de la didáctica del teatro en la educación, la expresión junto a la comunicación constituyen (gramaticalmente) la finalidad y el contenido básico. Ambos son la esencia de cualquier taller basado en la creatividad expresiva como los talleres de dramatización, danza, plástica y música teatral

## Introducción
Etimológica mente se deriva de ‘exprimere’, que significa hacer salir presionando. El sentido originario de expresión es el de movimiento del interior hacia el exterior, presión hacia fuera. Pero este término adquiere sentidos muy precisos en las distintas disciplinas. Así, en Estética: es la propiedad que posee una obra de arte para suscitar emociones, sentimientos; en Lingüística: palabra o grupo de palabras utilizadas para manifestar sentimientos, pensamientos, opiniones y también es el significante, lo que es dicho, esto es, el enunciado; en Álgebra: conjunto de términos que representan una cantidad; en Psicología: comportamiento exterior, espontáneo o intencional, que traduce emociones o sentimientos (la expresión de alegría, de sorpresa, etc.) pues la manifestación de los estados afectivos puede ser revelada por los gestos, la palabra, por los signos que aparecen en el rostro. Y, también, es un término que se atribuye a hechos vagos, a ciertos gestos más o menos vehementes de comunicación interpersonal: mover los brazos al hablar, gesticular, subrayar las frases, etc.

## Sentidos de la expresión
En el ámbito del desarrollo personal se utiliza con diferentes sentidos: 
a) Como eco de las primeras vibraciones del organismo: acto por el que nos abrimos para dejar escapar la sustancia del ser interior, la música de los cuerpos, los ritmos secretos del organismo. 
b) Como liberación: los productos expresivos son testimonio de lo que escapa a nuestra reflexión y en esto se fundamenta la función catártica y terapéutica del arte. 
c) Como enriquecimiento del yo: la expresión pretende el retorno a la propia autenticidad y se presenta como una vía de desarrollo y crecimiento en todas las dimensiones haciendo al sujeto un ser apto para recibir y asumir, para transmitir y proyectarse. 
d) Como comunicación: la expresión adquiere toda su entidad cuando se hace transitiva, social; las actividades expresivas son fundamentales para el desarrollo de la capacidad creadora y para los procesos de socialización y esta es la razón de que el binomio expresión-comunicación sea uno de los principios en que se fundamenta la educación actual. 
e) Como creatividad. La creatividad es básicamente expresión. En esta sentido, todos somos creativos en todos los lugares y en todos los momentos de la vida. Los grandes teóricos de la creatividad así lo reconocen al colocar la expresión en la base todo proceso creativo. La creatividad expresiva es la forma más elemental de creatividad, caracterizada por la espontaneidad y la libertad, pero puede ocurrir que sus productos estén desprovistos de aptitudes especiales como ocurre, por ejemplo, en el dibujo de los niños y de los adolescentes.℅

## Dimensiones de la expresión
Las tres dimensiones de la expresión según Tomás Motos (2003) son la espontaneidad, el dominio del lenguaje y la cultura.
	1. La espontaneidad, en palabras de Jacob Levi Moreno (1977), es "la respuesta adecuada a una nueva situación o la nueva respuesta a una situación antigua". Esta capacidad exterioriza, libera y sensibiliza el conocimiento y nos mantiene abiertos a la realidad natural, social y a nuestro propio yo. Y también, es la actitud que nos permite desarrollar el principio de la hipótesis n+1, es decir, siempre hay una nueva manera de hacer las cosas, de dar respuesta a un reto, y nos ayuda a superar los bloqueos perceptuales, emocionales y culturales, verdaderos enemigos de la creatividad. La estrategia didáctica básica a través de la que se desarrolla la espontaneidad es la improvisación.
	2. La técnica reside en la conciencia de las posibilidades, en el dominio de los códigos. Es el saber hacer, fundamentado sobre una serie de reglas precisas y de procedimientos constatados por la práctica. Para poder expresarse es necesario tener conciencia de las posibilidades que nos ofrecen los diferentes lenguajes. El dominio de los códigos y el conocimiento de los logros alcanzados por los que ya han trabajado y obtenido productos relevantes (cultura) es conditio sine qua non para elaborar productos artísticos. Es decir, estamos en el dominio del saber hacer, fundamentado sobre una serie de reglas precisas y de procedimientos constatados por la práctica. Y en esta dimensión se sitúa el reto, entendido como constricción o traba formal que hay que superar, pues como afirma Umberto Eco para poder inventar libremente hay que ponerse barreras. Barreras que posteriormente habrá que derribar para poder seguir creciendo. 
	3. La tercera dimensión es la cultural. Entendiendo por cultura el conocimiento y la valoración crítica de los logros alcanzados por los que ya han trabajado y obtenido productos relevantes en cualquier ámbito. Y aquí reside la importancia del modelo, que en un primer estadio se imita para después superarlo.

## Campos de la expresión
La práctica de la expresión se distribuye en tres grandes campos: el arte, la psicoterapia y la enseñanza-aprendizaje. Estos vienen delimitados por la finalidad perseguida y por la formación de quienes la ponen en práctica y no tanto por los métodos y las actividades utilizadas, que en esencia son las mismos.

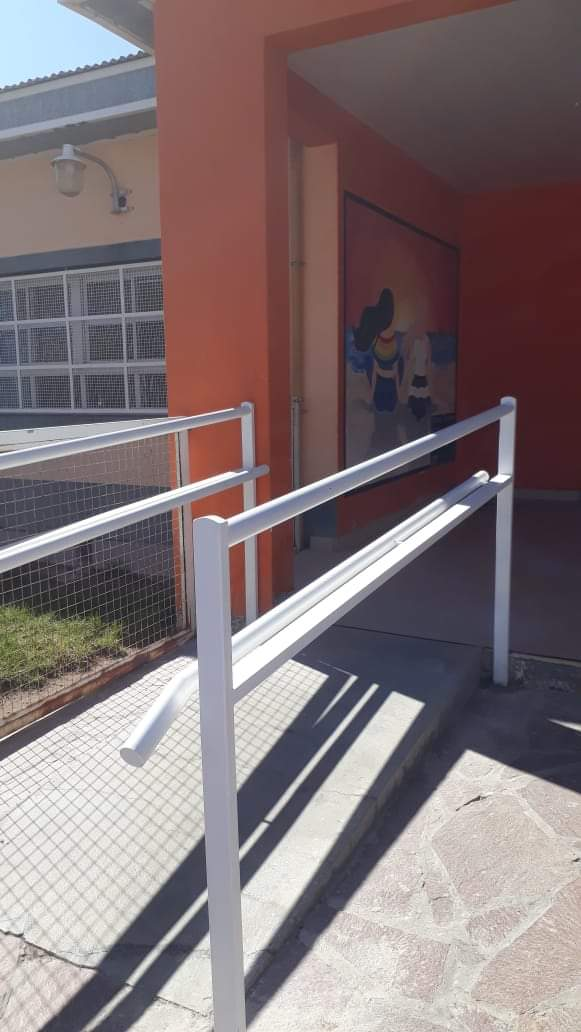
Ingreso a la ESRN N° 058 de Los Menucos (Río Negro, Argentina). Estudiantes plasmaron en un mural su percepción acerca de la temática "buscando identidades".

a) Educación. La función de la expresión como acción educativa ha de ser la de ayudar al sujeto a adquirir confianza en sí mismo y hacerlo cada vez más conscientes de su propia capacidad de comunicación. Pero además, la práctica de la expresión actúa también como soporte de la alfabetización estética. La práctica de la expresión ha de estar integrada en todas las áreas curriculares, ya que es necesario trabajar todas las dimensiones de la persona (emocional, relacional, corporal) y no sólo las cognitivas. La expresión ha de constituir la base de los métodos activos y el espacio donde el saber ser predomina sobre el saber y el saber hacer.. 
b) Psicoterapia. La expresión permite entrar en relación con sujetos de comportamientos irregulares y difíciles. Así se pueden trabajar problemas derivados de la incomunicación (autismo, soledad, bloqueos, etc.); superar conflictos personales (desinhibición, estimulación,); mejorar las capacidades sensoperceptivas (atención, observación, concentración, etc.); desarrollar la extraversión para conseguir la liberación de la confianza en sí mismo, la afectividad, la adquisición de seguridad, etc. Tenemos tendencia a conservar la memoria de las experiencias traumáticas en nuestro cuerpo. La expresión permite liberar determinadas tensiones o frustraciones y sustituirlas por vivencias positivas y estimulantes. 
c) Arte. Los productos de la expresión pueden resultar formas artísticas o manifestaciones que son testimonio de un ideal de estilo propio de un individuo, de una cultura o de una época. En este caso, estaríamos en la acción artística. También se entiende por expresión artística el modo de expresión personal que se apoya en la aplicación precisa de habilidades y de conocimientos (saber hacer), con vista a la traducción de ideas, sentimientos y sensaciones mediante signos, sonidos, imágenes, formas, tonos, olores, palabras, sabores, o cualquier otra estructura de conjunto, que suscita impresiones agradables y armoniosas, excitantes o provocadoras. La intersección de cada uno de los tres campos anteriores produce nuevas áreas de relación:
d) Arte-terapia. Por el contacto entre de Arte y Psicoterapia se generaría el espacio de la expresión y liberación por el arte. Entre otras manifestaciones de este mestizaje tenemos ya muy codificadas el Art-terapia, la Musicoterapia, la Ludoterapia y la danzaterapia.
e) Formación y desarrollo personal. La intersección entre Psicoterapia y Educación genera el nuevo campo de la formación y el desarrollo personal. Ciertas actividades expresivas concernientes al desarrollo personal, por ejemplo, el juego de roles, la dramatización de situaciones, las técnicas de improvisación espontánea se usan con esta finalidad. Este enfoque de la formación se propaga en los ámbitos más dispares como la formación en la empresa, en la sanidad, en el trabajo social, en los centros de desarrollo personal, etc.
f) La animación sociocultural. Su finalidad es dinamizar y poner en movimiento las instituciones y crear una nueva dinámica que contribuya a abandonar el aletargamiento de las estructuras y de las personas. Las actividades en este sector están dirigidas a personas procedentes de medios muy heterogéneos y se realizan en un contexto lúdico. 
g) El cuarto campo, que estaría constituido por la intersección del arte, la terapia y la educación, vendría constituido por el lenguaje total, espacio holístico, multiexpresivo y socio-psico-artístico-educativo, donde las líneas tienden a superponerse, donde todos los caminos se confunden en una ruta común.

## Lenguajes expresivos: lenguaje total
A la hora de expresar una realidad se emplean tres modelos básicos de lenguajes: el icónico, 
el analógico y el simbólico. El icónico emplea el lenguaje plástico; el analógico, el
plástico y el corporal; y el simbólico, el matemático y el verbal. La teoría de la expresión 
reconoce seis formas básicas o multilenguajes: lingüística oral, lingüística escrita, 
numérica,plástica, rítmico-musical y corporal. Es otra forma de entender las inteligencias múltiples de Gardner (1897). A estos códigos básicos habremos de añadir las nuevas 
formas mixtas de expresión que se generan a partir de la mezcla de lenguajes. La expresión 
audiovisual, basada en la imagen, el sonido, la palabra y el color. La expresión dramática, que integra la lingüística, la corporal, la plástica y la rítmico musical y se 
presenta como una disciplina de encrucijada, una especie de síntesis de materias o de 
posibilidades de ejercer la polivalencia. La tecno-instrumental (máquinas, artefactos). Y en 
informática el hipertexto (texto hiperactivo integrado por el texto propiamente dicho, sonido, imágenes estáticas e imágenes en movimiento).
La confluencia de todos estos lenguajes, actualmente se dan en ciertas manifestaciones como el teatro, las manifestaciones artísticas de vanguardia o en las producciones multimedia, abre el camino a la expresión total, donde el pensamiento creativo y divergente, imaginativo e inventivo se manifiesta a través de la conjunción de los distintos.

## Proceso de representación expresiva
Todo acto expresivo se basa en un movimiento de doble dirección: del mundo exterior hacia la persona (impresión) y de la persona hacia el mundo exterior (expresión). Sólo podemos expresarnos si nos dejamos impresionar - voluntariamente o no- por lo que nos rodea o interpela. Si no somos como sensibles placas receptoras que registramos mediante los sentidos y almacenamos las diversas sensaciones muy poco podremos después. Cualquier proceso expresivo se articula sobre estas palabras clave: percibir, sentir, hacer, reflexionar.
1. Percibir. Es tanto como estar a la escucha de uno mismo y del entorno. Supone la disponibilidad del individuo a dejarse impregnar por los estímulos del entorno físico y humano y permitir que surjan las imágenes que estos inducen. La percepción consiste en desplegar las antenas de todos los sentidos para poder captar los estímulos del exterior y dirigir la mirada hacia el mundo interior. Esto implica un estado de disponibilidad en los planos cognitivo, motriz y afectivo. Desde el punto de vista didáctico, en esta fase la tarea del profesor/animador consiste en crear un clima de calma y de escucha consciente y mirada activa, una atmósfera dinámica y estimulante; ofrecer un amplio abanico de experiencias sensoriales; ayudar a tomar conciencia de uno mismo y de la realidad exterior. Los ejercicios y actividades de relajación, de concentración, de percepción sensorial, de observación se incluyen dentro de esta fase. La actitud a adoptar podemos concretarla en los siguientes principios: a) tomar conciencia de que siempre estamos percibiendo con los cinco sentidos; b) dar importancia a los detalles prácticos; c) estar en contacto con las realidades físicas; d) atender al momento actual; e) darse cuenta de los detalles pequeños de la vida cotidiana.
2. Sentir. Es tanto como pensamiento corporal, según Root- Bernstein, es decir, el pensamiento que tiene lugar a través de las sensaciones y la conciencia de nuestros nervios, músculos y piel. Son muchas las personas creativas que antes de encontrar las palabras o las formas adecuadas para expresarse “experimentan la emergencia de las ideas en forma de sensaciones corporales, movimientos musculares y emociones que actúan a modo de trampolines que permiten acceder a una modalidad más formal del pensamiento. Los atletas y los músicos imaginan la sensación de los movimientos que van a ejecutar; los físicos y los pintores experimentan en su cuerpo las tensiones y los movimientos de los árboles y de los electrones” ( Root- Bernstein, 2002 ).
3. Hacer. El sujeto pone en acción sus imágenes interiores, las elabora a partir de un estímulo y comunica su mundo interior. Este hacer se debe orientar en dos direcciones: la exploración y la actualización. La exploración es un periodo de ensayos múltiples, de lanzamiento de propuestas diversas. En las actividades de exploración se pone el acento sobre los medios e instrumentos con los que se realiza el aprendizaje de los distintos lenguajes. La actualización es la etapa de elegir, de organizar, de arrancar. Momento en el que la creación emerge a partir de las propuestas planteadas. Es la fase por excelencia de la expresión-comunicación. La actividad base de este periodo es la improvisación articulada sobre distintas situaciones.
4. Reflexionar. Se trata de disponer de un momento de pausa para volver sobre la actividad realizada y apropiarse de la experiencia vivida. Es el momento del análisis, de la vuelta sobre lo que ya ha sido vivido y de tomar conciencia de los medios utilizados para expresarse.